# Ветеран
Ветеран (на латински: veteranus от vetus – стар) в Древен Рим е свършил службата си войник, които след изтичането на срока на службата остава в своя легион. Модерното значение на думата ветеран е стар, опитен воин, участник в много битки, който се ползва с особено уважение. Преносно думата се употребява и за заслужил деец в някоя област.
Първоначално римският легионер е служил 16 години. След това за четири години минавал в разред „ветеран“. До окочателното уволняване ветераните влизали в състава на самостоятелни отряди със собствени знамена вексилуми, оттам и наименованията вексиларии (vexillarii или vexilla veteranorum). При необходимост те били длъжни да участват във военни действия. Особено прочути са ветеранските легиони на Гай Юлий Цезар. Стремейки се да съкрати разходите за уволняване на войниците, Октавиан Август увеличава срока на служба до 20 години плюс 5 години като ветеран, а за войниците от помощните войски (auxilia) срокът на службата достигал до 30 години.
След завършването на службата си ветеранът излизал в пълна оставка (missio honesta). Отслужилите войници (emeritus) били заселвани в колонии. Ветераните се ползвали с редица привилегии. Те били освободени от някои данъци, имали редица облаги при започването на търговска дейност например. При оставката си войникът получавал документ (diploma) – две съединени бронзови плочки с имената на командира, подразделението и свидетелите на прощалната церемония. Ветеранът получавал и солидно възнаграждение (praemia militiae). През 1. век паричните суми били заменени от раздаване на земя, като войниците избирали в коя провинция да се заселят. Много често войниците, служили в един легион, се заселвали в една колония (обикновено на територията, на която служили).